# Anki (empresa)
Anki es una empresa de robótica de consumo e inteligencia artificial. Anki programa objetos físicos para ser inteligentes y adaptables en el mundo físico  y los diseña para resolver problemas de posicionamiento, razonamiento y ejecución de inteligencia artificial y robótica. El posicionamiento es la capacidad de saber dónde se encuentra un objeto en relación con su entorno. El razonamiento calcula múltiples escenarios. La ejecución consiste en coger el camino óptimo para cumplir un objetivo.
Anki se propone aplicar la inteligencia artificial a escenarios de la vida real. La compañía debutó a Anki Drive durante la inauguración del  Apple Worldwide Developers Conference de 2013, cuando el  director ejecutivo de Apple Inc., Tim Cook, tomó la inusual decisión de ceder la primera etapa en su presentación a una empresa desconocida. Anki fue "elegida a dedo para una ranura codiciada como el niño del cartel para mostrar lo que los desarrolladores desconocidos pueden hacer con iOS"(CNET). La empresa, que algunos han dicho que está iniciando una "revolución de la robótica de consumo", recibió $ 50 millones en las Serie A y la Serie B de la financiación de capital de riesgo de Andreessen Horowitz, Index Ventures y Two Sigma. Marc Andreessen y Danny Rimer sirven en la junta de la compañía.  En su blog personal, Andreessen llamada a Anki "la mejor empresa de inicio de la robótica que he visto en mi vida".